# Hollenbek
Hollenbek ist eine Gemeinde im Kreis Herzogtum Lauenburg im Südosten Schleswig-Holsteins.

## Geschichte
Das Dorf wird im Ratzeburger Zehntregister 1230 als Holembeke erstmals urkundlich erwähnt. Für das Jahr 1557 ist in Hollenbek eine zur Pfarre Sterley gehörige Kapelle belegt, die schon vor 1581 wieder eingegangen ist. Von 1948 bis 2006 gehörte die Gemeinde zum Amt Sterley, das 1971 mit dem Amt Gudow zum Amt Gudow-Sterley zusammengefasst wurde. Seit der Auflösung des Amtes Gudow-Sterley gehört die Gemeinde zum Amt Lauenburgische Seen.

## Politik

### Gemeindevertretung
Bei der Kommunalwahl 2023 errang die Wählergemeinschaft Hollenbek erneut alle neun Sitze in der Gemeindevertretung. Die Wahlbeteiligung betrug 61,0 Prozent.

### Wappen
Blasonierung: „Von Rot und Grün durch einen sich verjüngenden silbernen Balken, dieser belegt mit einem schwarzen Schienenstrang, schräglinks geteilt. Oben eine goldene Lokomotive, unten drei leicht fächerförmig gestellte goldene Ähren.“

## Verkehr
1897 wurde der Bahnhof in Hollenbek eröffnet. Die sogenannte Kaiserbahn oder auch Kaiserstrecke führte von Hagenow Land über Ratzeburg, Bad Oldesloe, Bad Segeberg und Neumünster bis Kiel und schloss an beiden Enden an die bereits bestehenden Staatsbahnstrecken Berlin–Hamburg bzw. Altona–Kiel an. Im Jahr 1899 wurde Hollenbek außerdem mit Mölln verbunden, diese Strecke trug den Spitznamen „Hein Hollenbek“.
Am Ende des Zweiten Weltkriegs explodierte im Bahnhof ein Munitionszug.

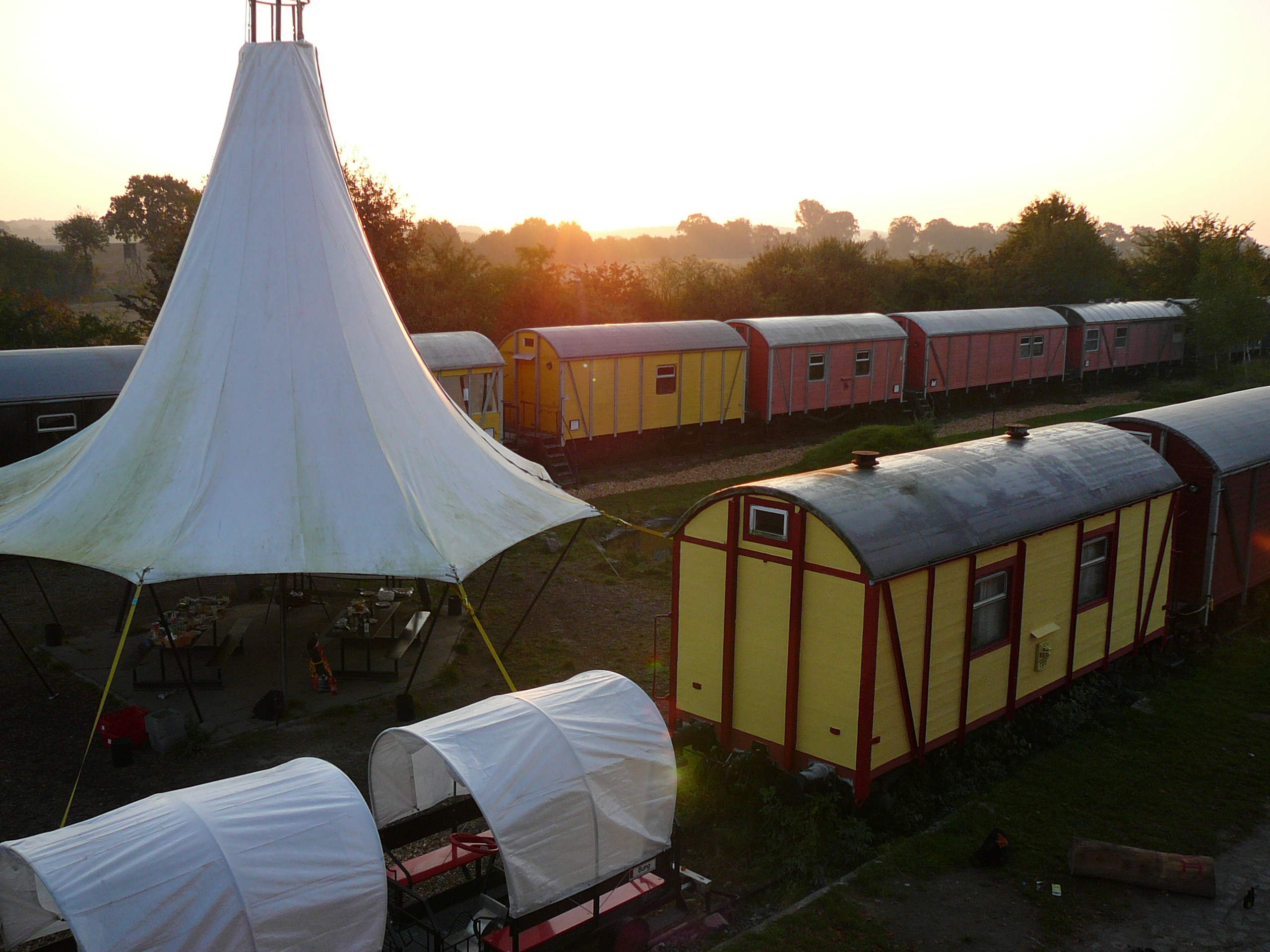
Bahnhof Hollenbek

Nachdem bereits 1959 der Gesamtverkehr nach Mölln eingestellt worden war, folgte 1962 die Personenbeförderung Richtung Ratzeburg; durch die deutsche Teilung war nach Hagenow bereits seit 1945 keine Bahnverkehr mehr möglich. Die Gleise im Bahnhofsbereich wurden später im Wesentlichen abgebaut.
Heute wird nach Einstellung des Rest-Güterverkehrs auf der verbliebenen Strecke unter der Bezeichnung Erlebnisbahn Ratzeburg Freizeitverkehr mit Draisinen angeboten.

## Persönlichkeiten
- Karl Ehlers (1904–1973), Bildhauer und Zeichner